# Steven Solomon
Steven Solomon (né le 16 mai 1993 à Sydney) est un athlète australien, spécialiste du 400 mètres.

## Biographie
En 2011, Steven Solomon participe aux Championnats du monde d'athlétisme 2011 au sein du relais 4 × 400 mètres australien, mais celui-ci est éliminé en séries (3 min 1 s 56).
L'année suivante, il remporte la médaille de bronze sur 400 mètres lors des Championnats du monde juniors, classé ex aequo avec l'Américain Aldrich Bailey, en 45 s 52. Ils sont devancés par le Dominicain Luguelín Santos et l'Américain Arman Hall. Sur 4 × 400 mètres, Steven Solomon est le dernier relayeur de l'équipe australienne qui termine au pied du podium en 3 min 6 s 58. 
Troisième des sélections olympiques australiennes, il est qualifié pour les Jeux olympiques de 2012 sur 4 × 400 mètres. Il atteint la finale du 400 m des Jeux olympiques de Londres et termine 8e en 45 s 14.
Au niveau national, Steven Solomon a remporté les championnats d'Australie sur 400 mètres en 2011 et 2012.
Le 16 août 2013, en finale du relais 4 x 400 m lors des championnats du monde à Moscou, il contribue au meilleur temps australien de l'année, en 3 min 2 s 26, comme premier relayeur, avec Alexander Beck, Craig Burns et Tristan Thomas (8e).
Le 23 février 2018, il bat le record d'Océanie en salle du 400 m en 45 s 44.
Il remporte les championnats d'Océanie 2019 sur 400 m en 46 s 12.

## Palmarès
| Date | Compétition                   | Lieu       | Résultat | Épreuve         | Temps         |
| ---- | ----------------------------- | ---------- | -------- | --------------- | ------------- |
| 2012 | Championnats du monde juniors | Barcelone  | 2e       | 400 m           | 45 s 52       |
| 2012 | Championnats du monde juniors | Barcelone  | 4e       | 4 × 400 m       | 3 min 6 s 58  |
| 2012 | Jeux olympiques               | Londres    | 8e       | 400 m           | 45 s 14       |
| 2013 | Championnats du monde         | Moscou     | 7e       | 4 x 400 m       | 3 min 2 s 26  |
| 2018 | Jeux du Commonwealth          | Gold Coast | 7e       | 400 m           | 45 s 64       |
| 2018 | Coupe continentale            | Ostrava    | 3e       | 4 x 400 m mixte | 3 min 18 s 55 |
| 2019 | Relais mondiaux               | Yokohama   | 7e       | 4 x 400 m       | 3 min 5 s 59  |
| 2019 | Championnats d'Océanie        | Townsville | 1er      | 400 m           | 46 s 12       |
| 2022 | Jeux du Commonwealth          | Birmingham | 7e       | 400 m           | 46 s 22       |

## Records
| Épreuve    | Épreuve   | Temps        | Lieu    | Date            |
| ---------- | --------- | ------------ | ------- | --------------- |
| 400 mètres | Plein air | 44 s 94      | Tokyo   | 1er août 2021   |
| 400 mètres | En salle  | 45 s 44 (AR) | Clemson | 23 février 2018 |